# Питенин, Митрофан Трофимович
Митрофа́н Трофи́мович Пите́нин (13 июня 1900 — 3 августа 1944) — сапёр 1134-го стрелкового полка 338-й стрелковой дивизии, ефрейтор; первый кавалер ордена Славы трёх степеней.

## Биография
Родился 13 июня 1900 года в селе Алеево, что ныне Чучковского района Рязанской области в крестьянской семье. Получил начальное образование. Работал в колхозе.
Его внучка, Алла Федоровна Ожогина, так вспоминает: "Родители у моего дедушки, Трофим Федорович и Татьяна Петровна очень любили детей, а было их шестеро: Софья, Прасковья, Федор, Митрофан, Анастасия, Егор. Жили они бедно, как и большинство простых крестьянских семей в царское время. Но их большая семья была дружной — наверное, исстари так повелось на Руси. Дети беспрекословно подчинялись родителям, относились к ним с уважением и глубоким почтением. А родители, глядя на своих трудолюбивых детей думали — какая доля ждет их в жизни, куда забросит их судьба? Вырастали дети Питениных, и у каждого из них большая трудная жизнь. А Митрофан Трофимович остался жить там, где и родился. Затем женился. Жена,Евдокия, ему под стать: работящая, терпеливая, чем-то на мать его похожа. Может у всех русских женщин-матерей есть сходство все успевать делать в терпении и доброте, в любви к детям. В 1929 году родилась у них первая дочь Александра, а в селе организовался колхоз. Первыми с женой они вступили туда. Она, его Евдокия, работала в полеводческой бригаде, он полевым объездчиком. Забот в доме много, семья прибавлялась. Хорошим помощником своей жене в хозяйственных делах был Митрофан Трофимович. Все сам умел делать и делал неспешно, основательно, любил, чтобы все хорошо было, чтобы во всем порядок был. Сам начал строить новый дом. А тут…война. Когда прогремел набат, встали и пошли защищать свою Родину наши прадеды, деды, отцы. Они были просты и обычны, как земля, где они выросли, любили и трудились, и отдать которую для них было страшнее, чем за неё погибнуть. Ушел на фронт и Митрофан Трофимович, а уйти из дома было нелегко. Остались дети мал мала меньше. Старшей, Александре, 12 лет, Федору — 9, а самый младший Юрий родился, когда он был на фронте. Как справится с ними одна его Евдокия? А кому же, как не ему отцу защищать жизнь своих детей? И начался трудный путь боев, лишений и побед, путь, который дается не каждому. Только тот, в ком есть закалка, воля и мужество, может пройти этот путь со славой. Питенин прошел его.
В РККА с мая 1941. В действующей армии с июня 1941.
В ночь на 14 ноября 1943 года в районе деревни Пущаны Дубровинского района Витебской области Белоруссии Питенин вместе с другими сапёрами проделал проход в проволочных заграждениях противника и обезвредил свыше ста противопехотных и противотанковых мин. После чего, провёл стрелковые подразделения в расположение врага.
Во время схватки Питенин уничтожил около десяти гитлеровцев.
За мужество и отвагу, проявленные в боях, 28 ноября 1943 года Питенин награждён орденом Славы 3-й степени (№ 12879).
В ночь на 6 февраля 1944 года Питенин во главе группы сапёров проник в расположение вражеских войск около деревни Рублёво Лиозненского района Витебской области Белоруссии и, сняв несколько рядов колючей проволоки, разминировал подходы к траншеям. Прикрывая отход саперов, Митрофан Питенин уничтожил пять солдат противника.
За мужество и отвагу, проявленные в боях, 18 апреля 1944 года Питенин награждён орденом Славы 2-й степени (№ 869).
23 июня 1944 года Питенин возглавил группу сапёров, которые юго-западнее белорусского города Витебск участвовали в разминировании укрепленной полосы противника. Во время схватки с вражеским диверсионным отрядом Питенин огнём из трофейного пулемёта уничтожил свыше десяти гитлеровских солдат и офицеров.
Указом Президиума Верховного Совета СССР от 22 июля 1944 года за образцовое выполнение заданий командования в боях с немецко-фашистскими захватчиками Питенин награждён орденом Славы 1-й степени, став первым полным кавалером ордена Славы.
3 августа 1944 года в одном из боёв Питенин был смертельно ранен и в тот же день скончался. Похоронен в братской могиле  деревни Старь на территории Лиозненского района Витебской области.
Но орден Славы 1-й степени № 1 был вручён старшему сержанту Залётову Н. А., награждённому 5 марта 1945 года, а орден Славы 1-й степени № 2 — старшине Иванову В. С., награждённому 24 марта 1945 года, возможно, из-за того, что родственникам не вручали ордена Славы погибших воинов, вручали лишь орденские книжки либо грамоты.